# 佩德罗·科尔德罗
佩德罗·科尔德罗（西班牙語：Pedro Cordero，1972年1月28日—），西班牙男子硬地滚球运动员。他曾代表西班牙参加2004年、2008年和2012年夏季残疾人奥林匹克运动会硬地滚球比赛，获得二枚铜牌。